# Yazdin
Yazdin (oder Jesdin; † um 627) war ein hoher Finanzbeamter im spätantiken Sassanidenreich.
Yazdin, der aus Kirkuk stammte, stieg am Hof des Großkönigs Chosrau II. zu dessen höchsten Finanzbeamten auf und war zuständig für die Grundsteuer. Es war maßgeblich sein Verdienst, dass die Einnahmen Chosraus II. in einem Maße wie nie zuvor flossen. Yazdin gewann denn auch großen Einfluss am Hofe. Da er ein überzeugter Christ und Mitglied der „Assyrischen Kirche des Ostens“ war (oft fälschlich als „Nestorianische Kirche“ bezeichnet), setzte er alles daran, die Position seiner Glaubensgenossen zu verbessern. 603 begann Chosrau mit der Invasion des römischen Orients (siehe Römisch-Persische Kriege). Als nach dem Fall Jerusalems 614 das angebliche Heilige Kreuz nach Seleukia-Ktesiphon überführt wurde, ließ Yazdin dies feiern. Er wurde der „Constantin und Theodosius“ der Kirche des Ostens genannt.
Yazdin ließ auch zahlreiche Kirchen errichten und genoss zunächst das vollste Vertrauen Chosraus. Dabei hatte er am Hof durchaus Konkurrenten: Besonders die Lieblingsfrau Chosraus, Schirin, und der königliche Hofarzt Gabriel von Schiggar, die beide miaphysitische Christen waren, versuchten, den Einfluss der „Nestorianer“ zugunsten ihrer Kirche zurückzudrängen, was zeitweise auch gelang. Nach dem Tod des Katholikos Gregor 608/09 wurde vom Großkönig kein neues Oberhaupt für die Assyrische Kirche ernannt.
Yazdin wurde schließlich hingerichtet und sein umfangreiches Vermögen konfisziert. Offenbar war der Großkönig über die Rückschläge im Krieg gegen Ostrom derart verärgert, dass er gegen die Christen in seinem Reich vorging, die er verdächtigte, mit den Römern gemeinsame Sache zu machen. Kaiser Herakleios, der Anfang Dezember 627 in der Schlacht bei Ninive die Perser entscheidend geschlagen hatte, feierte dann das Weihnachtsfest in der Kirche von Kirkuk und erhielt Unterstützung von der Familie Yazdins. Einer von Yazdins Söhnen war auch am Umsturz Chosraus II. und der Thronbesteigung von dessen Sohn Siroe beteiligt. Siroe billigte der Assyrischen Kirche schließlich die Wahl eines neuen Katholikos zu. Nach Siroes Tod im September 628 versank Persien jedoch im Chaos und war ein leichtes Ziel für die ab 636 angreifenden muslimischen Araber (siehe Islamische Expansion). 